# Nefazodon
Nefazodon (Serzon, Nefadar) je antidepresiv. Njegova prodaja je prekinuta 2003. u nekim zemljama zbog retke pojave hepatotoksičnosti (oštećenja jetra), koje može da dovede do potrebe za transplantom jetre, pa i smrti. Učestalos ozbiljnog oštećenja jetre je oko 1 na svakih 250.000 do 300.000 pacijenata godišnje. Prodaja je prekinuta 2004. u SAD-u i Kanadi. Nekoliko generičkih formulacija nefazodona je još uvek dostupno.

## Hemija
Nefazadon je piperazinsko jedinjenje koje sadrži 1,2,4-triazol-3-onski prsten. 